# Patrice Nganang

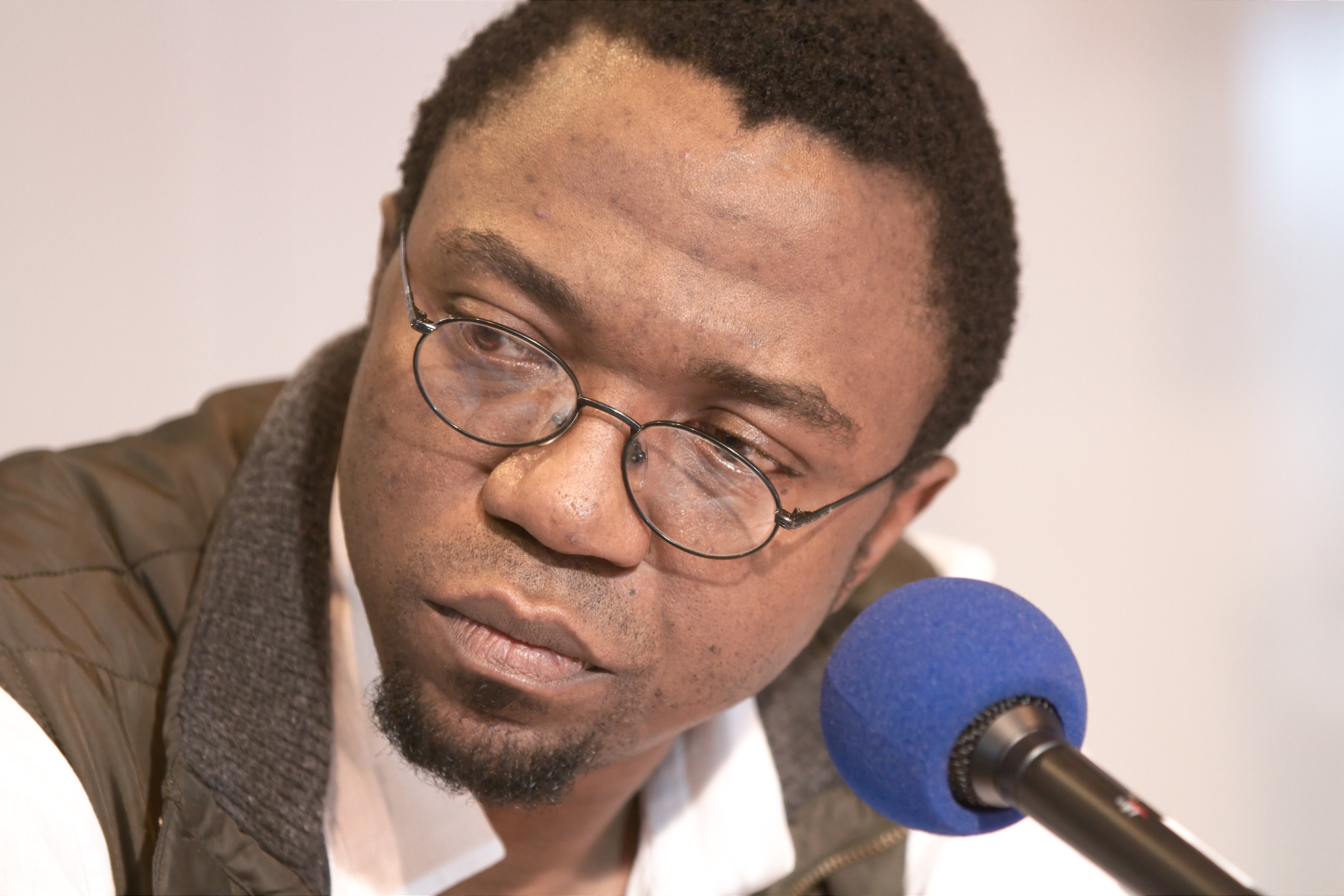
Patrice Nganang, 2010/03/28, Salon du livre de Paris

Patrice Nganang (Yaundé, 17 de marzo de 1970) es un escritor y profesor universitario camerunés .

## Biografía
Se educó en Camerún y Alemania doctorándose en literatura comparativa en la Universidad Johann Wolfgang Goethe
Desde 2000, ha trabajado en el medio universitario:  Vassar College (2006-2007), Universidad de Stony Brook (2007-2017), Universidad de Princeton desde 2018. 
Tiene una hija con su esposa Nyasha Bakare.
Fue encarcelado en diciembre de 2017 por injurias al jefe de Estado camerunés, siendo liberado tras 21 regresando a Estados Unidos, país del que también tiene la nacionalidad

## Obra

### Novelas
- La Promesse des fleurs, 1997
- Temps de chien, 2001
- La Joie de vivre,2003
- Mont Plaisant, 2010
- Der Schatten des Sultans. Hammer, 2012
- La Saison des prunes, 2013
- Empreintes de crabe, 2018
- Mboudjak: Les Aventures du Chien-Philosophe, JC Lattès, 2021
- Mont Plaisant. Trilogía de África I, (2022, Buenos Aires: El cuenco de plata)
- La estación de los ciruelos. Trilogía de África II, (2023, Buenos Aires: El cuenco de plata)

### Poemarios
- Elodi, 1995

### Ensayos
- Le Principe dissident, 2005
- Manifeste d'une nouvelle littérature africaine,2007
- L'Afrique répond à Sarkozy - Contre le discours de Dakar, 2008
- La République de l'imagination, 2009

## Distinciones
- 2001 : Prix littéraire Marguerite Yourcenar por Temps de chien
- 2003 : Gran premio literario del África Negra por Temps de chien).[3]